# Веселин Вукович
Веселин Вукович (на сръбски: Веселин Вуковић) е сръбски югославски състезател и треньор по хандбал.

## Биография
Роден е в град Струга, СР Македония или село Струг, община Маколе (край гр. Словенска Бистрица, Подравски регион), СР Словения на 19 декември 1958 г.
Състезател
На клубно ниво играе за отбора на РК „Металопластика“ (Шабац) до 1987 г., с който печели турнира на Шампионската лига по хандбал през 1985 и 1986 г. На Летните олимпийски игри в Лос Анджелис през 1984 г. печели златен медал с отбора на Югославия. Вукович играе във всичките 6 срещи на отбора и бележи 19 гола. След югославската си клубна кариера играе в испанските клубове „Атлетико (Мадрид)“ (1887 – 1991) и „Барселона“ (1991 – 1993).
Треньор
След като прекратява състезателната си кариера, става треньор на бившия си отбор „Металопластика“. На Летните олимпийски игри в Сидни (2000) е помощник-треньор на националния отбор по хандбал на Сърбия и Черна гора. От 2010 до 2013 г. води националния отбор на Сърбия по хандбал и печели с него сребърните медали на Европейското първенство по хандбал през 2012 г. Треньор е пак на своя „Металопластика“ (2014), след това е на „Мокра гора“ в Зубин Поток, окръг Митровица, Косово (2018 – 2019).